# La Loubière
 La Loubière  là một xã ở tỉnh Aveyron, thuộc vùng Occitanie ở miền nam nước Pháp.